# Msza Notre Dame
Msza Notre Dame (lub, zgodnie z zapisem na jednym z rękopisów, Msza Nostre Dame) – msza polifoniczna skomponowana przez średniowiecznego kompozytora i poetę francuskiego Guillaume'a de Machaut. Jest to jedno z największych arcydzieł muzyki średniowiecznej, a także pierwsze polifoniczne opracowanie ordinarium missae skomponowane przez jednego kompozytora jako rozbudowane dzieło cykliczne.

## Powstanie
Utwór powstał między rokiem 1349 a 1363, najprawdopodobniej około r. 1360. Do niedawna sądzono, że został skomponowany na koronację króla Francji Karola V Mądrego w katedrze Notre-Dame w Reims, brakuje jednak potwierdzenia tej hipotezy w źródłach. Do wezwania katedry w Reims, w której de Machaut był kanonikiem, nawiązuje nazwa mszy.
Kompozycja powstała prawdopodobnie pod wpływem Mszy z Tournai, zachowanej w rękopisie nieznanego autorstwa, przypuszczalnie dzieła zbiorowego.

## Budowa
Msza Notre Dame składa się z pięciu stałych części ordinarium: Kyrie, Gloria, Credo, Sanctus i Agnus Dei. Wieńczy ją – podobnie jak Mszę z Tournai – rozesłanie Ite, missa est.
Kompozycja odwołuje się do dwóch gatunków średniowiecznych: motetu oraz konduktu. Do techniki motetowej nawiązują części mszy o krótkim, powtarzalnym tekście, jak Kyrie, Sanctus czy Agnus Dei. Są to motety izorytmiczne, w których zasadniczym konturom głosów niższych, tenoru i kontratenoru, towarzyszy kunsztownie rozbudowana, "oplatająca" melodia dwóch głosów wyższych. Jeden z motywów melodycznych pojawia się w każdym z ogniw mszy, co wskazuje na w pełni świadome zamierzenie kompozycyjne całości.
Technikę konduktową (łac. Conductus) kompozytor wykorzystał w częściach środkowych, o dłuższych tekstach: Gloria i Credo. Prosta akordowa faktura z sylabicznym tekstem, zdobiona tylko przez dwa głosy wyższe, miała nie zakłócać czytelności tekstu liturgicznego, powodować łatwość jego rozumienia. Żywa, rytmiczna deklamacja tekstu zatrzymywana jest w kilku miejscach ogniw Gloria i Credo, by celebrować w długich akordach imiona Jezusa Chrystusa i Maryi Dziewicy. W Gloria zwraca też uwagę kunsztownie rozbudowane zwieńczenie hymnu na słowie Amen.

## Obsada
Utwór przeznaczony jest na cztery głosy: tenor, dyszkant, bas, a także kontratenor. Wprowadzenie kontratenoru nie było powszechnie przyjęte w mszach XIV-wiecznych, które były trzygłosowe.

## Znaczenie
Nowatorstwo de Machaut polega na tym, że za pomocą środków muzycznych połączył w kompletną całość poszczególne części mszy. W liturgii nie stanowią one bowiem cyklu – pojawiają się w różnych jej częściach. W czasach średniowiecza myślenie kategoriami "dzieła muzycznego" było awangardą. Msza Notre Dame pozostaje jedynym w tej epoce przykładem rozbudowanego, integralnego dzieła muzycznego.
Zamysł kompozytora miał niebagatelne znaczenie dla rozwoju muzyki europejskiej, zwłaszcza w zakresie polifonii.

## Wybrane wykonania
- 1993: Guillaume de Machaut: Messe de Nostre Dame, The Hilliard Ensemble pod kier. Paula Hilliera (Hyperion)
- 1996: Guillaume de Machaut: Messe de Notre Dame, Ensemble Organum pod kier. Marcela Pérèsa
- 2000: Guillaume de Machaut: Messe de Nostre Dame, Ensemble Gilles Binchois pod kier. Dominique'a Vellarda (Cantus)

Czas wykonania utworu wynosi ok. 30-35 minut.